# Linz Rhinos
Die Linz Rhinos waren ein American-Football-Team aus Linz. Die Rhinos wurden 1983 gegründet und waren damit eines der ersten Teams Österreichs.

## Geschichte
Nach einem Freundschaftsspiel der zu diesem Zeitpunkt beiden einzigen österreichischen Football-Teams, den Vienna Ramblocks und den Graz Giants, im Sommer 1982 in Linz gründeten sich dort die Rhinos. Am 17. März 1984 bestritten die Linz Rhinos das erste Spiel und unterlag den Ramblocks mit 0:14. Im selben Jahr startete der erste Spielbetrieb in Österreich. Die Linzer nahmen an der zweiten Liga teil und unterlagen dort im Finale den Vienna Vikings mit 22:28.
In der Saison 1985/86 spielten die Rhinos in der ersten Liga in der West-Konferenz. Im Halbfinale schied man gegen die Vikings mit 13:16 aus. Auch 1987 erreichte man das Halbfinale, diesmal scheiterte man an den Graz Giants mit 7:33. 1988 dagegen gab es keinen einzigen Sieg und so spielte man ab 1990 wieder zweitklassig. 1991 erreichte man das Finale der zweiten Liga gegen die Vienna Ducks, denen man allerdings mit 12:14 unterlag. Nach einer sieglosen Saison 1992 erreichte man nach mit zwei US-Amerikanern 1993 wieder das Finale, unterlag aber den Klosterneuburg Mercenaries mit 17:28. Nach dem verpassten Aufstieg konnte man sich die Amerikaner nicht mehr leisten und da auch kein Nachwuchs zur Verfügung stand, wurde die Personaldecke immer dünner. Am 13. Mai 1995 konnten die Linz Rhinos in Innsbruck gegen die Tyrolian Raiders mit 20:13 gewinnen, es sollte das letzte Spiel unter diesem Namen werden.
1995 wurden aus den Linz Rhinos die Linz Steelers. Die Steelers spielten noch bis 2004 in der zweiten Liga. Dann fusionierten sie 2005 mit dem 1999 gegründeten Lokalrivalen Leonding Sharks zu den Steelsharks und siedelten sich in Traun an, als Steelsharks Traun.